# Helmut Schön

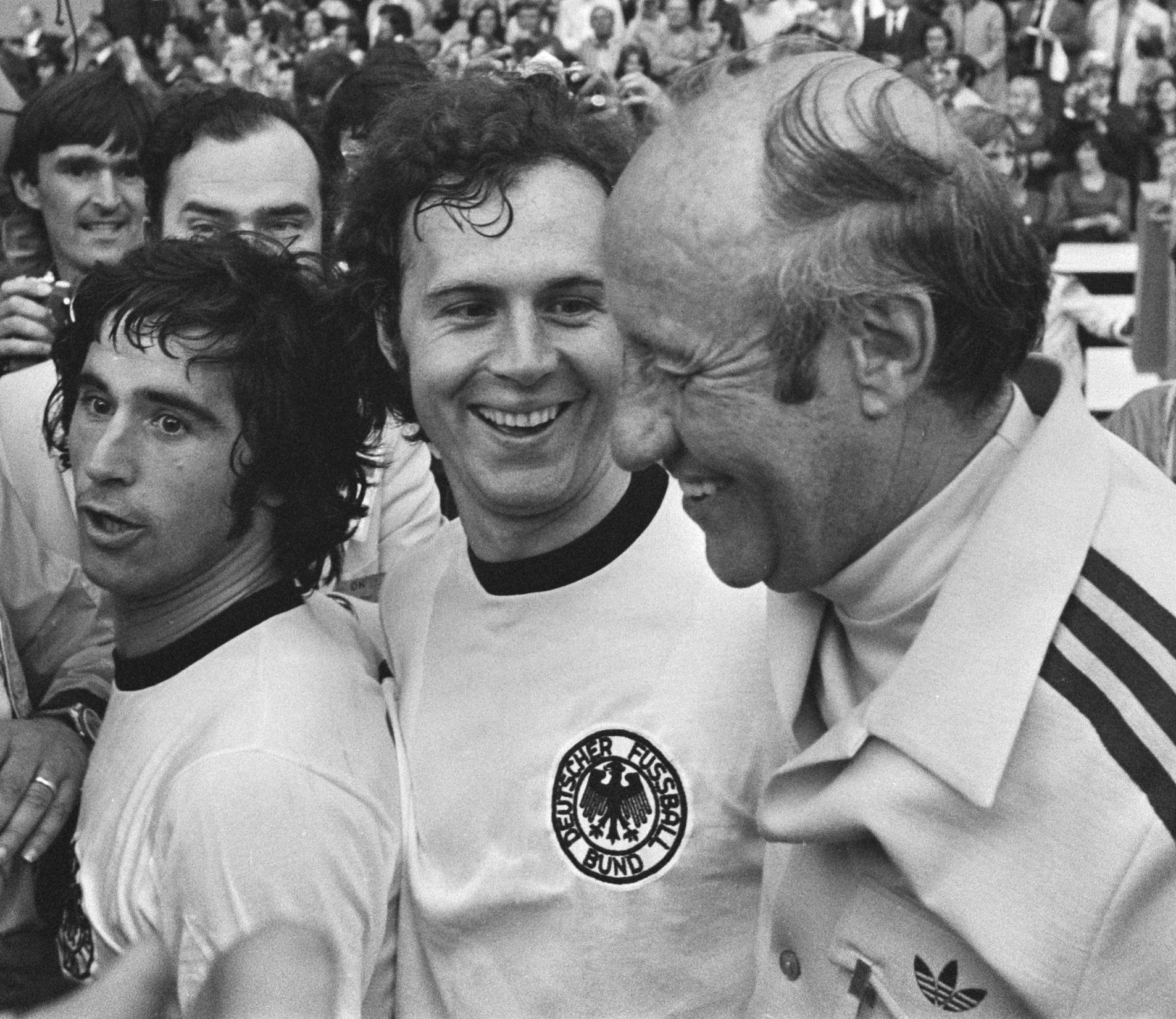
Helmut Schön (rechts), mit Gerd Müller und Franz Beckenbauer, 1974

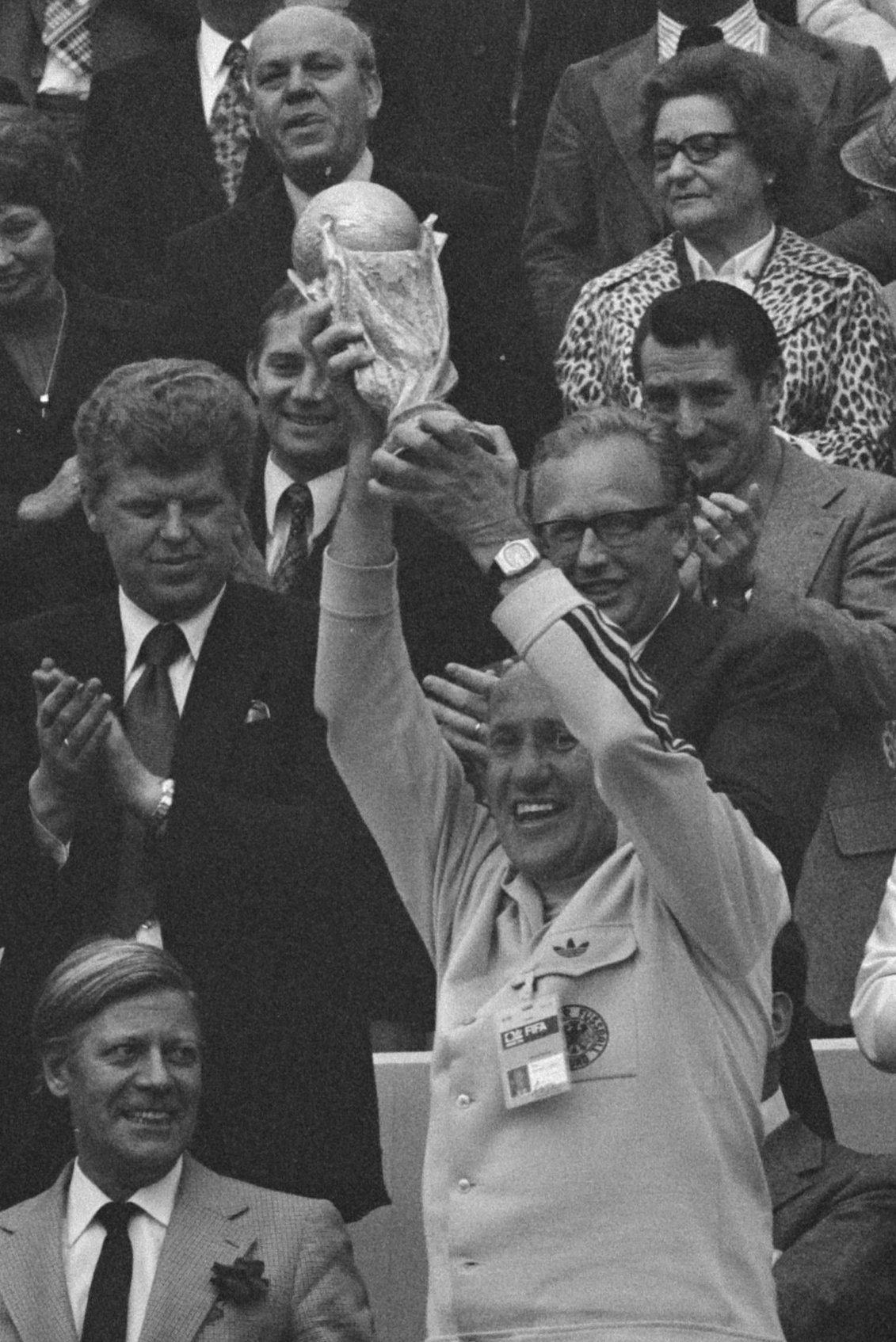
Bundestrainer Helmut Schön mit dem WM-Pokal nach dem gewonnenen WM-Endspiel 1974

Helmut Schön (* 15. September 1915 in Dresden; † 23. Februar 1996 in Wiesbaden) war ein deutscher Fußballspieler und der bislang erfolgreichste Bundestrainer.
Als Spieler des Dresdner SC gewann Schön in den Runden 1942/43 und 1943/44 zweimal die deutsche Fußballmeisterschaft und in den Jahren 1940 und 1941 zweimal den Tschammer-Pokal. Zwischen 1937 und 1941 berief ihn Sepp Herberger zu 16 Länderspielen, bei denen Schön 17 Tore erzielte, in die Fußballnationalmannschaft. Als Spielertrainer vollzog er nahtlos den Übergang in das Traineramt. Schön war sowohl Trainer der Auswahl der Sowjetzone, des Vorläufers der Fußballnationalmannschaft der DDR, als auch Nationaltrainer der saarländischen Fußballnationalmannschaft sowie Bundestrainer der deutschen Fußballnationalmannschaft. Er wurde als Bundestrainer von 1964 bis 1978 einer der erfolgreichsten Nationaltrainer der Welt. Bei seinem ersten Weltmeisterschaftsturnier als Bundestrainer 1966 in England erreichte er mit der deutschen Nationalmannschaft das Finale; bei der Weltmeisterschaft 1970 in Mexiko wurde er mit der Mannschaft Dritter. Er gewann die Europameisterschaft 1972, die Weltmeisterschaft 1974 in Deutschland und wurde 1976 in Jugoslawien Vizeeuropameister. Dass Schön als Bundestrainer den Nationalspielern viele Freiräume und Mitspracherechte einräumte, statt ihnen starre taktische Maßregeln vorzugeben, sehen viele Sportjournalisten als seine herausragende Leistung an, wurde aber auch, insbesondere am Ende seiner Trainerlaufbahn, häufig als Führungsschwäche ausgelegt.
Im Standardwerk über Die Geschichte der Fußball-Nationalmannschaft stufen die Autoren Dietrich Schulze-Marmeling und Hubert Dahlkamp die acht Jahre seiner Amtszeit von 1966 bis 1974 als „die spielerisch hochwertigste, ereignisreichste und erfolgreichste Phase in der Geschichte der deutschen Nationalelf“ ein.

## Spielerkarriere

### Jugend, 1920 bis 1933
Mit fünf oder sechs Jahren begann Helmut Schön, auf den Straßen der Dresdner Seevorstadt Fußball zu spielen. Er schreibt dieser Zeit des „Pflaster- und Asphaltfußballs“ die Schulung seiner besonderen Talente, Ballgefühl und schnelle Reflexe zu. Sein Vater, der Kunsthändler Anton Schön, teilte die Fußballleidenschaft seines Drittgeborenen nicht. Helmut Schön hatte noch eine zwölf Jahre ältere Schwester und einen acht Jahre älteren Bruder.
Mit zehn Jahren schloss er sich 1925 der Knabenmannschaft des SV Dresdensia an. Als Fünfzehnjähriger spielte Schön, dessen fußballerisches Vorbild Matthias Sindelar war, bei einem Freundschaftsspiel in Bautzen erstmals in der ersten Mannschaft. Unmittelbar danach wechselte er von der kleinen Dresdensia zum großen Dresdner SC, wo der Nationalstürmer Richard Hofmann sein Idol wurde. Das Nachwuchstalent Helmut Schön profitierte von der „Fußball-Entwicklungshilfe auf dem Kontinent“ des Engländers Jimmy Hogan, der von 1928 bis 1932 das Traineramt beim DSC ausübte. Insbesondere die technische Schulung, das Kombinationsspiel, die Kunst des „überraschenden Spiels“ und die raue, aber saubere Kunst des Zweikampfs lehrte der Engländer nachhaltig und prägte damit auch die spätere Trainerarbeit von Helmut Schön. Im Herbst 1932 spielte er mit 17 Jahren erstmals bei einem Freundschaftsspiel gegen Karlsbad in einer Mannschaft mit Richard Hofmann.
In der Ligamannschaft debütierte Schön im Sommer 1933. Seine erste Meniskusverletzung zog er sich 1936 zu. Neben dem Fußball besuchte Schön bis Ostern 1935 das Bischöfliche St.-Benno-Gymnasium in Dresden und schloss mit dem Abitur ab. Weit mehr als die naturwissenschaftlichen Fächer lagen ihm die Sprachen. Zum 1. April 1935 trat Schön eine Lehre zum Bankkaufmann bei der Sächsischen Staatsbank in Dresden an. Nach erfolgreichem Abschluss war er bei der Pharmazeutischen Fabrik Dr. Madaus & Co (Gönner des Dresdner SC) in Radebeul bei Dresden bis 1945 im kaufmännischen Bereich angestellt.

### Gauliga, Meisterschaften und Nationalmannschaft, 1933 bis 1944
Nach Ausheilung seiner Meniskusverletzung wurde Schön vom Nachfolger des Reichstrainers Otto Nerz, Sepp Herberger, für das Weltmeisterschaftsqualifikationsspiel gegen Schweden am 21. November 1937 in Hamburg nominiert. Das Debüt in der Nationalmannschaft fand in der Breslau-Elf statt, die am 16. Mai 1937 in Breslau, mit einem 8:0-Erfolg gegen Dänemark, Fußballgeschichte geschrieben hat. Zusammen mit Ernst Lehner, Otto Siffling, Fritz Szepan und Adolf Urban bildete Schön beim 5:0-Sieg in Hamburg die Angriffsreihe und steuerte zwei Treffer bei. Mit seiner Kombinationsgabe, Kopfballstärke, Schusskraft und ausgeprägten strategischen Fähigkeit schien er gute Perspektiven in der Nationalmannschaft zu haben und hätte zu den Leistungsträgern für die Fußball-Weltmeisterschaft 1938 in Frankreich gehören können. Am 28. November 1937 zog sich Helmut Schön im Ligaspiel des Dresdner SC seine zweite Meniskusverletzung zu und wurde am 24. Januar 1938 operiert. Seine Karriere in der Nationalmannschaft konnte er erst nach dem Weltmeisterschaftsturnier im September 1938 in Chemnitz beim Länderspiel gegen Polen fortsetzen.
Zu dieser Zeit dachte Schön daran, Medizin zu studieren und damit einen ganz anderen Weg einzuschlagen. Nach längerer Überlegung entschied er sich dafür, keine Kurskorrektur vorzunehmen; er „habe etwas länger gewartet – und dann das Richtige getan.“
In der Meisterschaftsrunde 1939/40 zog Schön mit dem DSC in das Finale um die deutsche Fußballmeisterschaft am 21. Juli 1940 gegen den FC Schalke 04 ein, das aber mit 0:1 verloren wurde. Am 1. Dezember 1940 gewann der DSC den Tschammer-Pokal mit einem 2:1 nach Verlängerung gegen den 1. FC Nürnberg. Am 2. November 1941 glückte mit einem 2:1-Erfolg gegen Schalke 04 die Titelverteidigung im Vereinspokal; bereits am 7. September 1941 hatte Schön mit der Sachsen-Auswahl den Reichsbundpokal mit 2:0 Toren gegen Bayern gewonnen.
Ein abruptes Ende hatte Schöns Nationalmannschaftskarriere am 5. Oktober 1941 nach einer 2:4-Niederlage in Stockholm gegen Schweden. Sepp Herberger hielt Schön für einen Schwachpunkt in der Mannschaft. In sein Tagebuch notierte der Nationaltrainer nach der Niederlage: „Die Stürmer sind zu weich! Keine Kämpfer!! Gegen Schweden gewinnt man nur durch Kraft und Kampf, Schnelligkeit und Härte!! Schön ist gegen Mannschaften aus Skandinavien hinfort nicht mehr tragbar.“ Dies traf insbesondere für das nachfolgende Spiel gegen Dänemark in Schöns Heimatstadt Dresden zu. Doch auch für spätere Spiele wurde er nicht mehr nominiert. Schön selbst bezog zu seinem Rauswurf nie kritisch Stellung, während sein Umfeld und insbesondere seine Ehefrau sich noch jahrelang über die ihrer Meinung nach „ungerechte Behandlung“ erbosten. Leinemann schreibt in seiner Herberger-Biografie den Umständen des Schweden- und des Dänemarkspiels zu, dass „spätestens mit diesem Spiel der Grundstein für die Animositäten und Querelen gelegt war, die jahrzehntelang das Verhältnis zwischen Sepp Herberger und Helmut Schön beeinträchtigten. Herkunft, Typ und Schulbildung des bürgerlichen Schön wirkten auf den proletarischen Autodidakten Herberger provokativ. Er fühlte sich herausgefordert und reagierte aggressiv.“
Dass für das Ende der Karriere Schöns in der Nationalmannschaft auch die Personalie des Torjägers Ernst Willimowski ein Mitgrund gewesen sein könnte, ist spekulativ. Der Oberschlesier, der bis 1939 auf der halblinken Position Torjäger der polnischen Nationalmannschaft gewesen und mit dem Wiederanschluss Ostoberschlesiens an das Deutsche Reich wieder deutscher Reichsbürger geworden war, debütierte tatsächlich am 1. Juni 1941 beim 4:1-Erfolg in Bukarest gegen Rumänien in der deutschen Fußballnationalmannschaft. Er erzielte dabei auf Halblinks zwei Tore und stellte damit eine Alternative zu Schön im Team von Reichstrainer Herberger dar.
In den Jahren 1943 und 1944 folgten zwei deutsche Meistertitel für den Dresdner SC. Obwohl die Mannschaft während des Krieges ab 1939 immer wieder auf Stammkräfte wegen des Fronteinsatzes hatte verzichten müssen, trat sie 1944 zum Finale in Berlin gegen eine Militärmannschaft aus Hamburg mit Helmut Schön nahezu in Bestbesetzung an. Im Berliner Olympiastadion gelang ihm vor 70.000 Zuschauern, von denen die meisten Soldaten waren, ein Treffer. Der Erfolg wurde jedoch dadurch geschmälert, dass er von den Rängen bei jedem Ballkontakt mit einem höhnischen „Helmut Schön k.v.“ (kriegsverwendungsfähig) bedacht wurde. Hintergrund war, dass Schön auch während des „totalen Krieges“ nur wenige Wochen an die Front musste. Als offizielle Begründung galt zunächst ein „Knieschaden“, der Schön zwar periodisch in der Ausübung seines Sports, aber nicht grundsätzlich behinderte. Später erhielt er als Angestellter von Madaus, der als „kriegswichtiger Betrieb“ galt, eine weitere Freistellung. Dies war allerdings keine „Lex Schön“. Ähnlich wie die Spieler des FC Schalke 04 profitierten besonders die prominenten Akteure des Dresdner SC von einer Bevorzugung durch Nationalsozialisten und Wehrmacht. Insbesondere DSC-Mitglied Karl Mehnert, Generalleutnant der Wehrmacht und Chef des Wehrkreises Dresden, sorgte dafür, dass die DSC-Spieler nach Beginn des Zweiten Weltkriegs nicht an die Front mussten. Der Hintergrund war das Bestreben der Nationalsozialisten, im vom Krieg gebeutelten Heimatland eine gewisse Normalität und Ablenkung aufrechtzuerhalten. Fußball war auch im Krieg ein Publikumsmagnet und die Propaganda verwendete die Erfolge der herausragenden Vereine und Akteure für ihre Zwecke. Allerdings beklagte der DSC im Januar 1942, dass ihm nur noch vier Stammspieler (unter ihnen Schön) zur Verfügung standen.
Schön hat nach eigener Aussage einen Eintritt in die NSDAP stets abgelehnt. Seine viel zitierte Aussage, dass es „trotz des sinnlosen Krieges, der das Leben immer mehr beeinflußte, […] für uns Sportler eine herrliche Fußballzeit“ war, deckt sich jedoch mit der später als verantwortungslos kritisierten Geisteshaltung vieler Fußballspieler und -funktionäre zu dieser Zeit, die, wie Nils Havemann in seinem Buch Fußball unterm Hakenkreuz ausführt, „geschmeichelt von der Aufmerksamkeit der mobilisierten Massen, gefangen von der nationalen Emotion und gestützt von dem Wissen um ihre Privilegien, […] sich […] mehr um die Mannschaftsaufstellung am nächsten Spieltag als um das politische Geschehen in Deutschland“ sorgten. Zum Kontext des Zitats heißt es in Fischer/Lindners Buch Stürmen für Hitler, „eigentlich waren die Bedingungen (für die Nationalmannschaft) – für Kriegszeiten – ziemlich gut, was auch Helmut Schön später schreibt.“ In dem Buch heißt es außerdem, dass „die Beispiele Helmut Schöns und Oscar Heisserers zeigen […], daß auch der Ruf der SS kein unvermeidbares Schicksal war und daß man diesem Schicksal – wie Schön – mit etwas Wendigkeit durchaus entgehen konnte.“

### Aufbaujahre nach dem Zweiten Weltkrieg, 1945 bis 1951

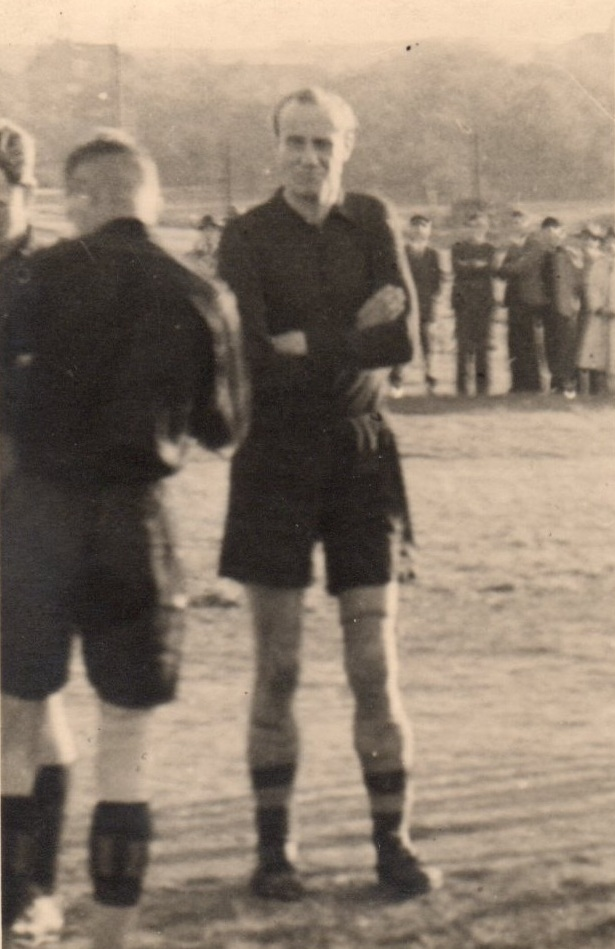
Helmut Schön vor einem Spiel der SG Dresden-Friedrichstadt in Reichenberg bei Dresden, 1946

Helmut Schön, seit dem 15. Januar 1942 verheiratet mit seiner ebenfalls aus Dresden stammenden Ehefrau Annelies und Vater von Sohn Stephan (* 1944, später aktiver Leichtathlet und Physiker), hatte die Luftangriffe auf Dresden vom 13. bis 15. Februar 1945 unbeschadet überstanden. Er war nach dem Ende des Zweiten Weltkriegs in erster Linie in Dresden damit beschäftigt, für Frau und Kind die Lebensgrundlagen zu „organisieren“, und machte deshalb Tauschgeschäfte jeglicher Art. Daneben entwickelte sich ein lebhafter Pendelverkehr nach Hamburg, wo er im Durcheinander jener Jahre für den FC St. Pauli spielte und bei den Rückfahrten in seinem zu einem kleinen Lieferwagen umgebauten DKW transportierte, was die Freunde aus Hamburg ihm zusteckten. Schön war beim Wiederbeginn organisierter Fußballspiele nach dem Ende des Zweiten Weltkriegs in Dresden sofort wieder am Ball. Da aber der Dresdner SC in der sowjetisch besetzten Zone Deutschlands als „bürgerlicher Verein und Symbol feudaler Cliquenwirtschaft“ verboten worden war, spielte Schön in der Saison 1946/47 beim Nachfolgeverein SG Dresden-Friedrichstadt im Bezirk Dresden. Als er mit Friedrichstadt in der Qualifikation zur Ostzonenmeisterschaft 1947/48 an der SG Meerane scheiterte, hatte er vorher drei Spiele für St. Pauli in der Oberliga Nord bestritten. Im Jahre 1949 gelang der Titelgewinn in Sachsen vor Meerane und Industrie Leipzig. In der zweiten Ostzonenmeisterschaft scheiterte Friedrichstadt im Viertelfinale am 29. Mai 1949 mit einer 1:2-Niederlage bei der ZSG Union Halle. Die Dresdner legten gegen die 1:2-Niederlage sofortigen Protest ein, der aber vom Deutschen Sportausschuß nicht behandelt wurde. Die zwei hauptsächlichen Protestgründe waren: Erstens, dass die Hallenser als einzige Vertretung im eigenen Kurt-Wabbel-Stadion Heimvorteil hatten. Zweitens, dass laut Reglement bei den Spielen der Endrunde nur Akteure eingesetzt werden durften, die im Verlaufe der Landesmeisterschaft mindestens zwei Punktspiele für ihren Verein bestritten hatten. Das traf aber auf gleich vier Hallenser nicht zu: Otto Knefler war im letzten Moment aus Bernburg, Erich Lehmann und Erich Blanke aus Glaucha-Halle sowie Horst Schmidt aus Zappendorf zur Union gekommen. In der ersten Oberligarunde um die DDR-Meisterschaft 1949/50 holte sich der Ex-Nationalspieler als Spielertrainer die Vizemeisterschaft hinter der ZSG Horch Zwickau. Im Winter 1949/50 hatte Schön in Köln unter Sepp Herberger seine Trainerausbildung absolviert und war im Februar 1950 nach Dresden zurückgekehrt. Nach der Auflösung und formalen Angliederung der SG Friedrichstadt nach Beendigung der Saison 1949/50 an die unterklassige BSG VVB Tabak Dresden, entschied sich Schön zur Flucht aus der DDR und schloss sich 1950/51 als Spielertrainer Hertha BSC in West-Berlin an.
Neben seiner Hauptaktivität bei Friedrichstadt als Spielertrainer sammelte Helmut Schön von 1948 bis 1950 durch die Betreuung der Auswahl von Sachsen und von Mai 1949 bis April 1950 mit der Fußballnationalmannschaft der DDR – da von der FIFA noch nicht anerkannt, nur in inoffiziellen Spielen – die ersten Erfahrungen als Auswahltrainer.
Im ersten Jahr unter Vertragsspielerbedingungen in der Stadtliga Berlin ging die Meisterschaft überlegen an Tennis Borussia Berlin, gefolgt von SC Union 06 Berlin und dem Tabellendritten Hertha BSC mit elf Ex-Dresdnern (darunter Kurt Birkner, Hans Kreische und Kurt Lehmann). Bereits nach Silvester 1950 beendete Helmut Schön seine Tätigkeit bei Hertha und damit auch endgültig seine Spielerlaufbahn. Nebenbei hatte er Nordstern 07 trainiert und selbst noch einen Meistertitel gewonnen: als Spieler in Herthas Altherrenmannschaft mit zwei Toren im Endspiel gegen den VfL Schöneberg (6:3). In den Oberligen Nord, DDR und Berlin bestritt er nach Kriegsende insgesamt 15 Spiele und schoss zwölf Tore.

## Trainerkarriere

### Wiesbaden, Saarland und Bundestrainerassistent, 1951 bis 1964
In der Runde 1951/52 war Helmut Schön Trainer beim SV Wiesbaden in der 2. Liga Süd und belegte mit den Hessen den neunten Rang. Er fand in Wiesbaden mit seiner Familie eine neue Heimat, nahm aber 1952 das Angebot des Saarländischen Fußballbundes (SFB) vom damals autonomen Saarland an und wurde dort Nationaltrainer. In dieser Funktion besuchte er die Vereine, beobachtete die Spitzenspieler und stellte die Auswahlmannschaften auf. Diese Tätigkeit gefiel ihm weit besser als die eines Clubtrainers. Nicht auf das Training einer einzigen Mannschaft festgelegt zu sein, hatte er schon als Ostzonen-Trainer schätzen gelernt. Er erweiterte damit seinen Horizont, musste beweglich sein und lernte viele unterschiedliche Menschen kennen. Er hielt Vorträge, stellte Teams auf, gliederte aus, stellte um und baute neue auf. Die Saar war für Schön ein klassisches Modell für die Tätigkeit als „Bundestrainer“ und eine gute Vorbereitung für die spätere Zeit beim DFB. Als Nachfolger von Auguste Jordan startete Helmut Schön mit einem 3:2-Erfolg am 24. Juni 1953 in Oslo gegen Norwegen in die Qualifikation zur Weltmeisterschaft 1954 in der Schweiz. Die beiden Spiele gegen die deutsche Nationalmannschaft von Sepp Herberger endeten in Stuttgart mit einer 0:3- und in Saarbrücken mit einer 1:3-Niederlage. Die saarländische Nationalelf zeigte dabei als Außenseiter beachtliche Leistungen.
Nachdem der SFB wieder als Landesverband in den Deutschen Fußball-Bund eingegliedert worden war, wurde Schön am 26. Mai 1956 Assistent von Bundestrainer Sepp Herberger für ein Anfangsgehalt von 1100 DM brutto. Ihm wurden mehrere Aufgaben übertragen: Er war zuständig für die B-Mannschaft, die Amateurauswahl und die Jugendnationalelf bei den UEFA-Turnieren. Daneben leitete er Trainer-Lehrgänge und war stets bei den Vorbereitungen zu den Spielen der A-Nationalmannschaft dabei. Schön war mit der Rolle des Herberger-Assistenten zufrieden. Die Mannschaft akzeptierte ihn als zweiten Mann und er versuchte, ein gutes Betriebsklima zu schaffen, das für Herberger die wichtigste Voraussetzung im Umgang mit der Nationalmannschaft war. Wertvolle Erfahrungen sammelte Schön an der Seite des Bundestrainers bei den Weltmeisterschaftsturnieren 1958 in Schweden und 1962 in Chile. Nach acht Jahren als Assistent trat Helmut Schön im Sommer 1964 die Nachfolge von Bundestrainer Sepp Herberger an. Damit wurde Helmut Schön der einzige Trainer, der für alle drei deutschen Nationalmannschaften verantwortlich war.

### Bundestrainer, 1964 bis 1978

#### Start
Am 7. Juni 1964 betreute Sepp Herberger bei dem Freundschaftsspiel in Helsinki gegen Finnland letztmals die deutsche Nationalmannschaft. In der letzten Phase der Ära Herberger hatte die Bundesliga in der Saison 1963/64 als Leistungsspitze des deutschen Fußballs den Spielbetrieb aufgenommen und damit die international nicht konkurrenzfähigen regionalen Oberligen abgelöst. Dem neuen Bundestrainer stellte sich sofort die schwierige Aufgabe der Qualifikation zur Weltmeisterschaft 1966 in England. Schweden und Zypern waren die Gegner und das erste Spiel gegen die Skandinavier fand ohne Vorbereitungsländerspiel bereits am 4. November 1964 in Berlin statt. Durch zwei Kurzlehrgänge mit Probespielen im September in Augsburg gegen eine Südauswahl und im Oktober in Düsseldorf gegen Sheffield Wednesday versuchte Helmut Schön mit seinem Assistenten Dettmar Cramer der Nationalmannschaft Form und Gestalt zu geben. Zu seinem ersten Spiel als verantwortlicher Bundestrainer schickte er folgende Elf auf das Feld:
Tilkowski (Borussia Dortmund); Nowak (Schalke 04), Schnellinger (AS Rom); Giesemann (Hamburger SV), Weber (1. FC Köln), Szymaniak (FC Varese); Brunnenmeier (1860 München), Haller (AC Bologna), Seeler (Hamburger SV), Overath (1. FC Köln), Gert Dörfel (Hamburger SV).

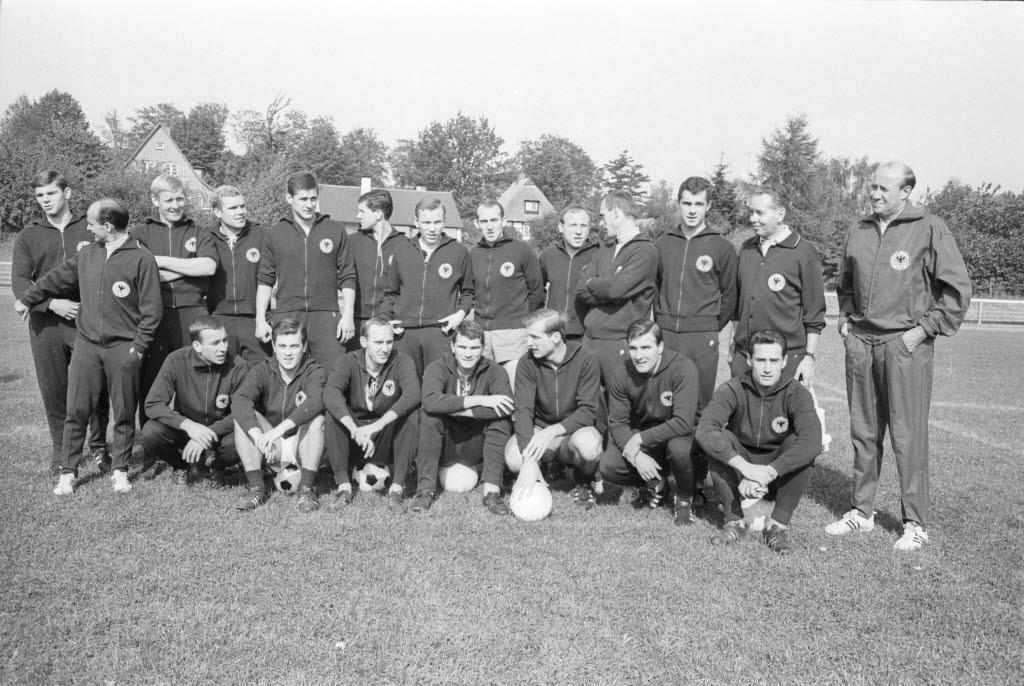
Die deutsche Nationalelf in der Sportschule Malente 1965
hinten: Wolfgang Weber, Trainer Dettmar Cramer, Karl-Heinz Schnellinger, Klaus-Dieter Sieloff, Max Lorenz, Horst Szymaniak, Werner Krämer, Peter Grosser, Uwe Seeler, Assistenz-Trainer Udo Lattek, Franz Beckenbauer, Masseur Erich Deuser, Nationaltrainer Helmut Schön
vorn: Horst-Dieter Höttges, Alfred Heiß, Willi Schulz, Lothar Ulsaß, Manfred Manglitz, Rudolf Brunnenmeier, Hans Tilkowski

Das Spiel endete mit einem 1:1-Unentschieden und die Aufgabe der erfolgreichen WM-Qualifikation war durch den Punktverlust nicht leichter geworden. Der oftmals als dünnhäutig und überempfindlich, zu anfällig gegen den leisesten Hauch von Zweifeln und als „Zauderer“ beschriebene Helmut Schön reagierte nach reiflicher Überlegung, aber resistent gegenüber dem öffentlichen Druck, mit richtungsweisenden Personalentscheidungen. Für das entscheidende Qualifikationsspiel am 26. September 1965 in Stockholm gegen Schweden setzte er auf den gerade 20 Jahre alt gewordenen Münchner Debütanten Franz Beckenbauer und auf seinen Kapitän Uwe Seeler, obwohl dieser gerade erst eine sechsmonatige Spielpause wegen einer Achillessehnenoperation hinter sich hatte. Durch Treffer von Werner Krämer und Uwe Seeler gewann die Schön-Elf das Spiel mit 2:1 Toren und war für die Weltmeisterschaft 1966 in England qualifiziert. Im Turnier vom 11. bis 30. Juli überzeugte die deutsche Mannschaft nicht nur durch das Erreichen des Finales: Die Mannschaft zeichnete sich durch spielerische Attribute aus und hatte mit Franz Beckenbauer, Helmut Haller und Wolfgang Overath Akteure in ihren Reihen, die für Offensivspiel, Spielwitz und Technik standen. Das Finale war zudem nicht nur wegen des ominösen Wembley-Tors zum 3:2 für den neuen Weltmeister England ein denkwürdiges Spiel. Nach der von der Defensive geprägten Weltmeisterschaft 1962 in Chile setzte der neue Bundestrainer mit seiner Mannschaft in England Akzente im Offensivspiel.
In der Qualifikation zur Europameisterschaft 1968 erlebte der Bundestrainer einen Rückschlag. Nach dem 6:0-Startsieg am 8. April 1967 in Dortmund gegen Albanien gab es einen Monat später in Belgrad am 3. Mai gegen Jugoslawien eine 0:1-Niederlage, die sofort die Kritiker auf den Plan rief. Tenor war die vermeintlich zu defensive Einstellung der Mannschaft. Am 7. Oktober gelang mit einem 3:1-Heimerfolg in Hamburg umgehend die Revanche. Das Spiel am 17. Dezember 1967 in Tirana gegen Albanien hatte die Entscheidung im Zweikampf mit Jugoslawien zur Folge. Durch ein 0:0-Unentschieden kam das unerwartete Scheitern in der EM-Qualifikation. Schön stand in der Folgezeit massiv in der Kritik. Mit dieser belastenden Vorgeschichte ging es in die Qualifikationsspiele zur Weltmeisterschaft 1970 in Mexiko. Gegen Österreich, Schottland und Zypern führte Schön seine Mannschaft mit fünf Siegen und einem Unentschieden zum Finalturnier. Der 3:2-Abschlusserfolg am 22. Oktober 1969 in Hamburg gegen Schottland, als Reinhard „Stan“ Libuda in der 79. Spielminute einen Alleingang mit dem Siegtor vor 72.000 Zuschauern abschloss, brachte die Entscheidung für die Schön-Elf.

#### Von der Weltmeisterschaft 1970 bis zur Europameisterschaft 1976
Mit der spielerischen Vorstellung seiner Mannschaft beim WM-Turnier in Mexiko 1970 „nabelte“ sich Schön endgültig erfolgreich als Bundestrainer von seinem Vorgänger Sepp Herberger ab. Bereits die Auftritte in den Gruppenspielen gegen Bulgarien und Peru waren Demonstrationen hoher Spielkunst. Beckenbauer, Overath und der ins Mittelfeld gerückte Uwe Seeler bestimmten das Spiel, Gerd Müller setzte sich auch international als Torjäger durch und das Wechselspiel an den Flügeln mit Reinhard Libuda, Jürgen Grabowski, Hannes Löhr und Sigfried Held verwirrte die Gegner und bereitete den Zuschauern ein attraktives Spiel. Das spannende Viertelfinalspiel gegen England, das Deutschland nach einem 0:2-Rückstand noch mit 3:2 siegreich beendete, rief bei Frankreichs L’Équipe ein originelles Urteil hervor:

„‚Phantastisch! Unglaublich! Wundervoll! Außergewöhnlich!‘ Welches Wort beschreibt am besten den Sieg Deutschlands über eine wunderbare englische Mannschaft! Wir überlassen Ihnen die Wahl.“

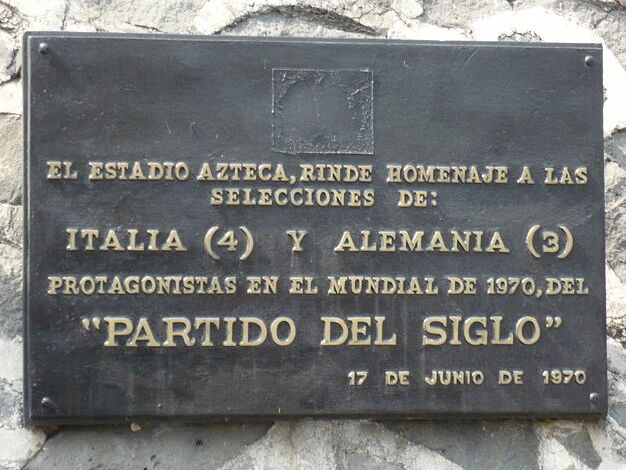
Erinnerungstafel an das Jahrhundertspiel am Aztekenstadion

Die Dramaturgie und das permanente Offensivspiel der deutschen Mannschaft beim anschließenden Halbfinale mit dem 4:3-Sieg Italiens – danach oft als Jahrhundertspiel gefeiert – brachten Trainer, Mannschaft und dem deutschen Fußball Sympathien in der ganzen Welt ein. Die Nationalmannschaft setzte in Mexiko die Philosophie von Helmut Schön – erfolgreich und schön – um und entsprach seinem Verständnis des Fußballspiels. An der Mittelstürmerfrage (Gerd Müller oder Uwe Seeler?) manifestierte sich in der öffentlichen Expertenmeinung noch lange die Wahrnehmung von Schöns „Entschlusslosigkeit und seinem Wankelmut“. Schöns Lösung, Seeler in die zweite Reihe hinter Müller zurückzuziehen, brachte ihm den Ruf ein, nur deshalb an beiden festzuhalten, um keinen von ihnen zu kränken. Die Auftritte der Mannschaft in Mexiko, die Leistungen Gerd Müllers und Uwe Seelers sprachen jedoch für die Richtigkeit der Maßnahmen des Bundestrainers und gegen die Einordnung als „Kompromisslösung“.
Als nächste Bewährung stand bereits am 17. Oktober 1970 das erste Qualifikationsspiel in der Gruppe 8 zur EM 1972 in Köln gegen die Türkei bevor. Nach der erfolgreichen Gruppenrunde gegen Albanien, Türkei und Polen fand am 29. April 1972 im Londoner Wembley-Stadion das EM-Viertelfinalhinspiel gegen England statt. Mit 3:1 gewann die DFB-Mannschaft, womit die zu Beginn überlegenen Engländer am Ende noch gut bedient waren. Dabei war die Aufstellung des „vorsichtigen, ängstlichen Zauderer[s]“ Schön überaus riskant : Mit Horst-Dieter Höttges und Georg Schwarzenbeck hatte er lediglich zwei Akteure für die reine Defensive nominiert, dazu Beckenbauer und Paul Breitner, die stets dem Spiel nach vorne entscheidende Impulse geben konnten. Die Defensivqualitäten im Mittelfeld hielten sich bei den Spielern Herbert Wimmer, Günter Netzer und Uli Hoeneß in Grenzen. Dazu kamen die Stürmer Grabowski, Gerd Müller und Held als reine Offensivkräfte. Dass auch eine eindeutig spielerisch strukturierte Mannschaft die beiden Pole des Fußballspiels, Defensive und Offensive, im richtigen Verhältnis erfolgreich anwenden kann, demonstrierte die Mannschaft von Helmut Schön gegen England durch den herausgespielten 3:1-Erfolg. Schöns Handschrift war klar zu erkennen. Seine Führung der Mannschaft, die auf den „mündigen Spieler“ vertraute, setzte Kräfte frei, die sich bei einem autoritären Trainer nicht derart hätten entwickeln können. Im Halbfinale folgte ein 2:1-Erfolg gegen Belgien und im Finale war die Sowjetunion beim 3:0-Sieg der deutschen Mannschaft chancenlos. Seit Wembley übertraf sich die internationale Fachpresse mit Glückwünschen und Superlativen:

„‚Helmut Schöns Mannschaft eröffnete einen neuen Zeitabschnitt im Fußball‘, schwärmte der Mailänder Corriere della Sera nach dem 3:0-Finalsieg des bundesdeutschen Nationalteams über die Sowjetunion. ‚Wir müssen von den Deutschen lernen. Sie haben Spielzüge, die in keinem Lehrbuch stehen‘, gestand der sowjetische Nationaltrainer Ponomarjow nach Spielschluss, während die französische L’Équipe Günter Netzer als ‚den besten Spieler unseres Erdteils‘ bezeichnete.“

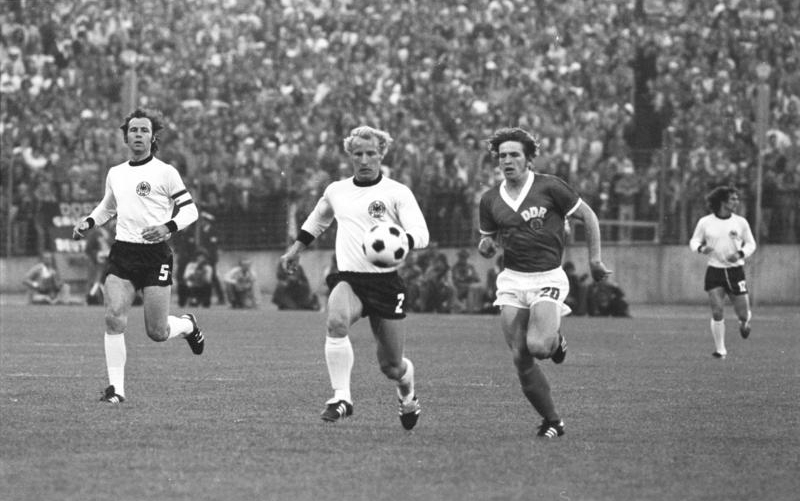
Franz Beckenbauer, Berti Vogts, Martin Hoffmann und Wolfgang Overath (v. l. n. r.) beim Spiel BR Deutschland – DDR 1974

Vor dem Weltmeisterschaftsturnier 1974 in Deutschland veränderte sich das Gesicht dieser Mannschaft. Günter Netzer war 1973 nach Spanien zu Real Madrid gewechselt und kam wegen einer Verletzung mit Trainingsrückstand zum Vorbereitungslehrgang nach Malente. Herbert Wimmer gehörte nicht mehr zur Stammbesetzung und der Flügelflitzer Erwin Kremers wurde ebenso wie der Routinier Sigfried Held nicht nominiert. Im dritten Gruppenspiel gegen die DDR bildeten Grabowski und Gerd Müller alleine den Angriff. Die Ostdeutschen gewannen mit 1:0 Toren und im DFB-Lager herrschte Krisenstimmung. In der Sportschule Malente, in der schon in der Vorbereitungsphase ein Streit wegen der Spielerprämien ausgebrochen war, warf der Bundestrainer einigen Spielern vor, nicht so gekämpft zu haben, wie es notwendig war. Unterstützung fand der Trainer bei seinem Kapitän Franz Beckenbauer, der monierte: „Drei, vier Spieler kämpfen nicht mit dem Einsatz, wie es bei einer Weltmeisterschaft notwendig ist.“ Erst eine Stunde vor dem ersten Zwischenrundenspiel gab Helmut Schön seine Mannschaft bekannt. Die Überraschung war, dass mit Uli Hoeneß, Jürgen Grabowski, Heinz Flohe und Bernhard Cullmann vier Spieler aus dem Team, das 0:1 gegen die DDR verloren hatte, fehlten. In den Medien gingen aus den Krisendiskussionen dieser Nacht und der Pressekonferenz, bei der der Kapitän, neben dem Bundestrainer sitzend, dessen Ausführungen mit eigenen Worten unterstrich, die Schlagzeilen hervor: „Franz Beckenbauer stieg zum Neben-Bundestrainer auf. Was Helmut Schön nun unternahm, war mit dem kommenden Kaiser abgesprochen.“ Der WM-Teilnehmer Bernd Hölzenbein beschreibt in einem Beitrag für das Magazin 11 Freunde in der Sonderausgabe Die Siebziger im Oktober 2009 die damalige Situation klarstellend:

„Meine Chance bei der WM kam erst nach der Niederlage gegen die DDR. Als Dresdner empfand Schön das Spiel als persönliche Beleidigung. Er nahm es der Mannschaft übel, dass sie verloren hatte – und sprach am nächsten Tag kein Wort mit uns. Dass er uns seine tiefe Enttäuschung auf diese Weise spüren ließ, anstatt uns eine Standpauke zu halten oder Strafen auszusprechen, war für alle höchst bedrückend. Das war ihm eigen. Helmut Schön motivierte nicht durch laute Ansprachen, er motivierte, indem er beleidigt war. Es fühlte sich an, als hätte man den eigenen Vater enttäuscht. Die ganze Mannschaft schämte sich. Dann sprach Franz Beckenbauer ein Machtwort. Er votierte bei Schön dafür, dass ich Uli Hoeneß in der Anfangsformation in der Zwischenrunde gegen Jugoslawien ersetzen sollte. Auch Rainer Bonhof, Dieter Herzog und Hacki Wimmer kamen in die Mannschaft. Später wurde immer wieder geschrieben, dass Beckenbauer Schön entmachtet hätte. Völliger Quatsch. Er stellte die Mannschaft auf, aber er war, anders als andere Trainer dieser Zeit, bereit, Argumente abzuwägen und auch andere Meinungen gelten zu lassen.“

Das Resultat der Zwischenrunde waren Erfolge gegen Jugoslawien, Schweden und Polen und damit der Einzug in das Finale gegen die Niederlande. Jetzt stand die Formation mit Rainer Bonhof, Overath und Hoeneß im Mittelfeld und mit Grabowski, Gerd Müller und Bernd Hölzenbein im Angriff. Taktisch entschied man sich, den niederländischen Starspieler Johan Cruyff mit enger Manndeckung durch den schnelleren Berti Vogts zu bekämpfen, Georg Schwarzenbeck hatte es mehr mit Rob Rensenbrink zu tun und Bonhof sollte den Spielmacher Wim van Hanegem mit seiner Dynamik in die ungeliebte Defensive drängen. Allerdings gingen die Niederländer bereits in der ersten Minute durch einen von Neeskens verwandelten Foulelfmeter in Führung. Nach guter erster Halbzeit führte die deutsche Mannschaft aber mit 2:1 Toren und hatte auch im Spiel nach vorne überzeugende Momente. Die zweite Spielhälfte stand ganz im Zeichen eines Sturmlaufs der Niederländer und einer deutschen Mannschaft, die sich kämpferisch gab und den Vorsprung über die Zeit rettete. Helmut Schön hatte mit seiner Mannschaft nach dem Europameisterschaftstitel 1972 auch die Weltmeisterschaft 1974 gewonnen. Begonnen hatte die Turnierserie 1966 mit der Vizeweltmeisterschaft und 1970 mit dem dritten Rang in Mexiko. Nur die Art und Weise des Zustandekommens des Sieges 1974 waren spielerisch nicht vergleichbar mit den Auftritten von 1970 und 1972.
Nach dem WM-Triumph beendeten Jürgen Grabowski, Gerd Müller und Wolfgang Overath ihre Nationalmannschaftskarriere und der junge Paul Breitner wechselte zu Real Madrid. Sie hinterließen Lücken; der Verlust des Torjägers Gerd Müller wog besonders schwer. Der Bundestrainer hatte aber keine Zeit zu verlieren, denn im November 1974 stand das erste Qualifikationsspiel zur Europameisterschaft 1976 auf dem Terminplan. Im Viertelfinale traf Deutschland auf Spanien, erzielte am 24. April 1976 in Madrid ein 1:1-Unentschieden und gewann das Rückspiel in München mit 2:0 Toren. Damit war der Titelverteidiger in das Halbfinale eingezogen, das im Juni 1976 in Jugoslawien stattfand. Nach einem 4:2-Erfolg in der Verlängerung gegen den Gastgeber zog Deutschland in das Finale am 17. Juni in Belgrad ein. Zur zweiten Halbzeit kam der Kölner Heinz Flohe für Dietmar Danner und in der 79. Minute der Mittelstürmer des 1. FC Köln, Dieter Müller, für Herbert Wimmer in die Mannschaft. Müller erzielte bei seinem Nationalmannschaftsdebüt drei Treffer. Das Finale entschied die Tschechoslowakei nach einem 2:2 nach Verlängerung mit 5:3 Toren im Elfmeterschießen für sich. Immer noch gehörte die Mannschaft von Helmut Schön zu den besten Teams in Europa. Von einer Überlegenheit oder gar einer Ausnahmemannschaft konnte aber keine Rede mehr sein.

#### Das letzte Turnier, der Abschied 1978
Am 27. April 1977 schlug Deutschland in Köln vor 58.000 Zuschauern Nordirland mit 5:0. Es war das erste Spiel ohne den damaligen Rekordnationalspieler Franz Beckenbauer, der inzwischen in die USA zu Cosmos New York gewechselt war. Es folgten elf weitere Spiele ohne Niederlage, wobei vor allem die erfolgreiche Südamerikareise mit den Spielen gegen Argentinien, Uruguay, Brasilien und Mexiko im Juni 1977 den Anschein erweckte, Helmut Schön habe wieder eine Mannschaft, um zuversichtlich zur Weltmeisterschaft im Jahre 1978 nach Argentinien fahren zu können. Die beiden letzten Vorbereitungsländerspiele vor dem Turnier am 5. und 19. April 1978 verlor die DFB-Elf gegen Brasilien und vor allem nach enttäuschender Leistung gegen Schweden in Stockholm mit 1:3 Toren. Nun wurden die Kritikerstimmen zahlreicher, die nach den altgedienten Beckenbauer, Breitner und Grabowski sowie dem jungen Uli Stielike von Real Madrid riefen, die jedoch aus den unterschiedlichsten administrativen und persönlichen Hinderungsgründen der DFB-Auswahl nicht zur Verfügung standen.
Die vier Spieler nahmen schließlich nicht an der Weltmeisterschaft 1978 teil. Das Eröffnungsspiel am 1. Juni 1978 in Buenos Aires gegen Polen endete nach einem schwachen Auftritt mit einem 0:0-Unentschieden. Die Erklärung des Bundestrainers lautete:

„Der allzu große Respekt voreinander, alle Schach- und Winkelzüge belasteten diese Partie. Vom Anpfiff an schienen beide Mannschaften von einer Lähmung befallen zu sein. Nach zwei oder drei Stationen kam fast automatisch der Fehlpaß, bei uns oder bei den Polen. Es wurde ängstlich gespielt. Aus lauter Sicherheitsbedürfnis wurde der Ball quer hin- und hergeschoben, das Spiel in die Breite gezogen. Sehr bald gab es die ersten Pfiffe. Ich konnte die Enttäuschung der Zuschauer verstehen. Schließlich spielte hier der Erste gegen den Dritten der letzten Weltmeisterschaft.“

Gegen das enttäuschende Mexiko folgte ein „Scheinfeuerwerk“ mit 6:0 Toren, dem sich das abschließende Gruppenspiel gegen Tunesien wiederum mit einem torlosen Unentschieden anschloss. Der Einzug in die Finalrunde war der deutschen Mannschaft nicht mit einer überzeugenden Leistung gelungen. Das Spiel gegen Italien brachte das dritte 0:0 für die deutsche Mannschaft ein. Schön führte die wechselhaften Leistungen seiner Mannschaft auf die fehlende Selbstsicherheit der Mannschaft zurück sowie auf den Umstand, dass sie sich nicht als Persönlichkeit erwiesen habe. Mit 2:2 trennte man sich anschließend von den Niederlanden und im letzten Finalspiel traf man am 21. Juni 1978 in Córdoba auf Österreich. Mit einem Sieg wäre das Spiel um Platz drei gesichert gewesen. Die Unruhe im deutschen WM-Lager über die bisher gezeigten Leistungen führte aber auch in diesem Spiel dazu, dass die Mannschaft erneut nicht zu ihrer Leistung fand und Hans Krankl in der 88. Minute mit dem Siegtreffer zum 3:2 für Österreich den Schlusspunkt für die DFB-Mannschaft setzte. Da Helmut Schön bereits vor der Weltmeisterschaft seinen Rücktritt vom Bundestrainerposten nach dem Turnier erklärt hatte, ging mit diesem glanzlosen Turnier in Argentinien die erfolgreiche Ära beim DFB zu Ende. Er hatte sich den Abschluss seiner Laufbahn anders vorgestellt. Das Spiel um den dritten Platz gegen Brasilien war sein Traum gewesen. Für Schön brach durch die Niederlage gegen Österreich eine Welt zusammen.
Offiziell wurde Helmut Schön vor dem Anpfiff zum Länderspiel am 15. November 1978 in Frankfurt gegen Ungarn von der Nationalmannschaft und dem DFB verabschiedet. Aufgrund dichter Nebelschwaden dauerte sein Abschiedsspiel nur 60 Minuten und wurde beim Stand von 0:0 abgebrochen. Zu seinem Abschied widmete ihm der Sänger Udo Jürgens das Lied Der Mann mit der Mütze.
Ludger Schulze beendete seine Ausarbeitung über Helmut Schön mit den folgenden Worten:

„Helmut Schön ist vielleicht der letzte Vertreter einer Trainergeneration, die den Fußball, nicht das Geld in den Vordergrund stellte, für die nicht der Verdienst, sondern der Spaß am Beruf die wesentliche Triebfeder war. Und für so etwas haben die Leute schon immer ein Gespür gehabt.“

## Späte Jahre
Nach seinem Abschied 1978 vom Bundestrainerposten verbrachte Helmut Schön zurückgezogen den Ruhestand an der Seite seiner Ehefrau Annelies in der Wahlheimat Wiesbaden. Äußerungen zum aktuellen Fußballgeschehen blieben rar. Interviews und Stellungnahmen zur Mannschaft seines Nachfolgers Jupp Derwall waren nicht seine Sache.

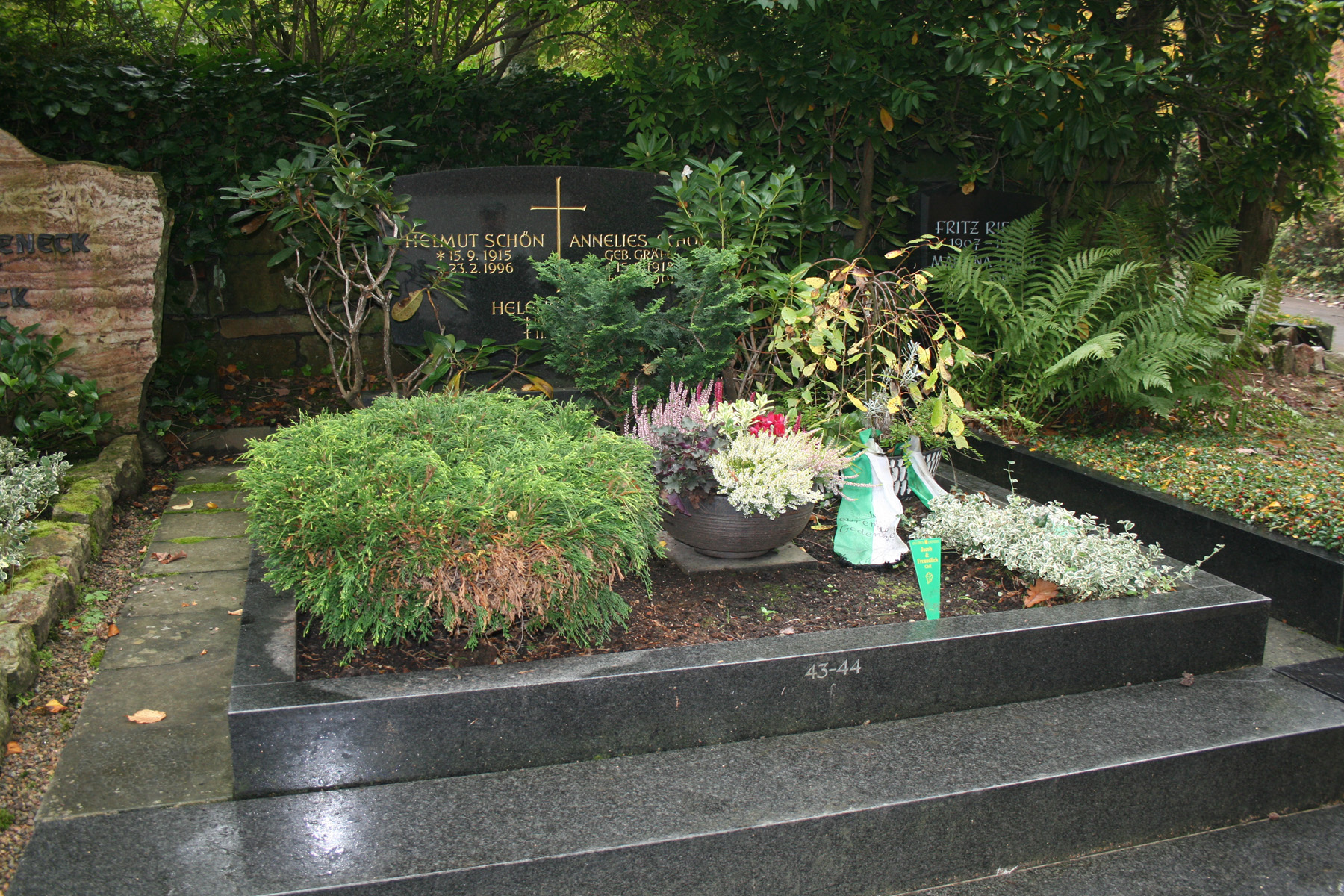
Schöns Grab auf dem Wiesbadener Nordfriedhof

Beim Abschiedsspiel von Paul Breitner in München betreute er gemeinsam mit Derwall am 31. Mai 1983 eine Weltauswahl gegen Bayern München. Zu seinem 75. Geburtstag besuchte ihn die 74er-Weltmeistermannschaft 1990 noch einmal in Wiesbaden. In den 1990er Jahren wurde es still um Helmut Schön, der unter der Alzheimer-Krankheit litt. Seine letzten Lebensjahre verbrachte er im Hans-Giebner-Haus, einem Pflegeheim im Wiesbadener Stadtteil Dotzheim. Er starb am 23. Februar 1996. Der Deutsche Fußball-Bund ehrte ihn mit einer Trauerfeier im Wiesbadener Staatstheater. Seine letzte Ruhestätte fand er auf dem Nordfriedhof in Wiesbaden.

## Lebenswerk und Leistung

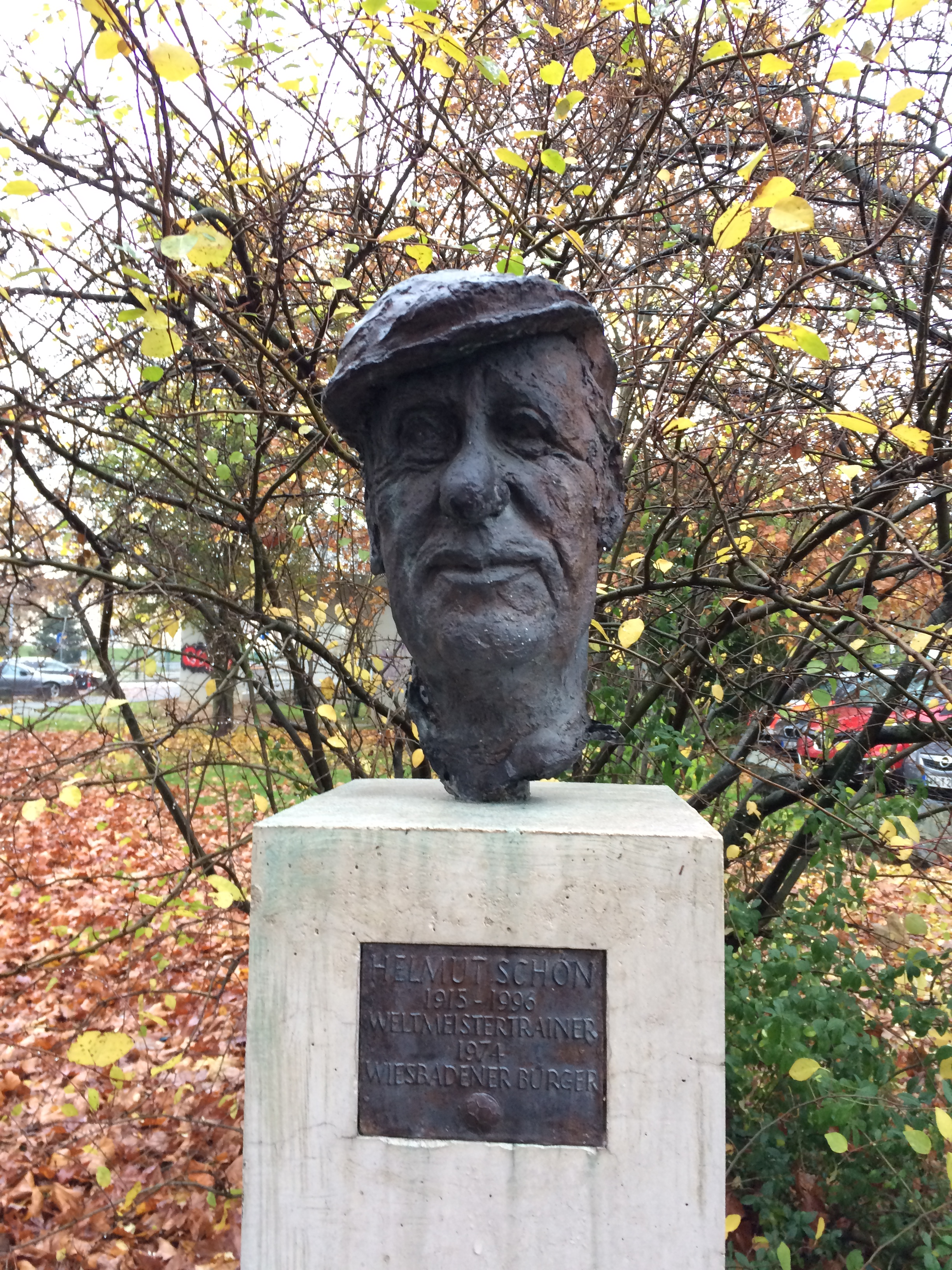
Büste im Helmut-Schön-Sportpark

Nach einer erfolgreichen Spielerkarriere vollzog Schön als Spielertrainer den Übergang in das Traineramt und wurde in seiner Zeit als Bundestrainer von 1964 bis 1978 zu einem der erfolgreichsten Nationaltrainer der Welt. Schön gewann mit der Nationalmannschaft die Weltmeisterschaft 1974 und die Europameisterschaft 1972, er wurde Vizeweltmeister 1966 sowie Vizeeuropameister 1976 und Dritter bei der Weltmeisterschaft 1970. Dass Schön den Nationalspielern viele Freiräume und Mitspracherechte einräumte, statt ihnen starre taktische Maßregeln vorzugeben, sehen viele Sportjournalisten als die herausragende Leistung seiner Amtszeit an. Insbesondere am Ende seiner Trainerlaufbahn wurde ihm dies häufig als Führungsschwäche ausgelegt.
Unter Schön kamen junge Spieler wie Franz Beckenbauer, Günter Netzer, Sepp Maier, Gerd Müller, Jürgen Grabowski, Jupp Heynckes, Berti Vogts, Paul Breitner, Uli Hoeneß, Bernd Hölzenbein und Rainer Bonhof zu ihren ersten Einsätzen in der Nationalmannschaft und gehörten den Erfolgsteams der Turniere 1972 beziehungsweise 1974 an. Die Autoren Dietrich Schulze-Marmeling und Hubert Dahlkamp bezeichnen die von Schön als Bundestrainer geleiteten „acht Jahre von 1966 bis 1974 als die spielerisch hochwertigste, ereignisreichste und erfolgreichste Phase in der Geschichte der deutschen Nationalelf“. In seine Zeit fielen die ersten Siege gegen England (1. Juni 1968, 1:0) und Brasilien (16. Juni 1968, 2:1) sowie zwei der dramatischsten Fußballspiele einer deutschen Nationalmannschaft überhaupt. Dazu zählt das WM-Endspiel 1966 gegen England, in dem seine Mannschaft durch das Wembley-Tor – dem umstrittensten Tor der Fußballgeschichte – mit 2:4 Toren nach Verlängerung verlor, und die 3:4-Halbfinalniederlage in der Verlängerung gegen Italien bei der WM 1970 in Mexiko im so genannten Jahrhundertspiel. Mit Bundestrainer Schön bestritt die deutsche Nationalelf vom 4. November 1964 bis zum 21. Juni 1978 insgesamt 139 Länderspiele (87 Siege, 30 Unentschieden, 22 Niederlagen) und erreichte ein Gesamttorverhältnis von 292:107. Das Team blieb in dieser Zeit 50 Mal ohne Gegentor. Schön saß bei 25 WM-Spielen in verantwortlicher Position auf der Bank. Kein anderer Trainer hat es in der gesamten WM-Geschichte auf so viele Partien gebracht. Mit dem WM-Finale 1974, seinem 19. WM-Spiel als Trainer, löste er seinen Vorgänger Sepp Herberger ab, der zwischen 1938 und 1962 in 18 WM-Spielen auf der Bank saß.
Schöns Leistungen als Bundestrainer sind in der Fachwelt unbestritten. Er brachte die Blütezeit des deutschen (Vereins-)Fußballs zwischen Mitte der 1960er bis Ende der 1970er Jahre auf der Ebene der Nationalmannschaft international zum Ausdruck. Kein deutscher Nationaltrainer nach ihm war erfolgreicher und erst sein siebter Nachfolger Joachim Löw erreichte im 21. Jahrhundert eine längere Amtszeit. Als er 1964 die Nachfolge von Sepp Herberger antrat, ging er auch auf die gesellschaftlichen Umbrüche in der Bundesrepublik ein. Ohne selbst ein 68er zu sein, formte er aus einer neuen, emanzipierten und individualistischen Spielergeneration eine Mischung, die den Gipfel des Weltfußballs erklomm. Das Auftreten und die Persönlichkeit von Helmut Schön sorgte ungeachtet weltanschaulicher Auseinandersetzungen und fachbezogener Dogmen nicht nur in Deutschland dafür, dass der Fußball nicht mehr alleine mit Befehl und Gehorsam und der Beschränktheit auf Umkleidekabine und Wettspiel wahrgenommen wurde. Währenddessen standen viele seiner zeitgenössischen Trainerkollegen noch immer in der Tradition des „Diktators im Trainingsanzug“. Sie waren durch die von leisen Tönen und partnerschaftlichem Verhalten geprägte Mannschaftsführung Schöns sowie von seiner feinsinnigen, nachdenklichen und intellektuellen Art irritiert und reagierten deshalb oftmals aus Verunsicherung mit Kritik. Franz Beckenbauer äußerte sich in einem Interview über seinen ehemaligen Bundestrainer mit den Worten: „Helmut Schön war ein Trainer von großem Format und von großer Menschlichkeit. Für uns Spieler kontrastierte er wohltuend von vielen Trainern in den Vereinen. Er hat uns nie zu etwas gezwungen, war das Taktik, war es sonstiges Verhalten. Wenn wir von den Klubs kamen und uns der Schädel brummte von den Problemen, die es dort regelmäßig gab, regulierte Helmut Schön das auf seine ruhige und sachliche Weise. Für den aufkommenden totalen Profityp, der ohnehin wußte, wo es in diesem Geschäft langging, war er genau der richtige Typ Bundestrainer.“
Schön stand zwar für die sportliche Entwicklung der DFB-Elf gerade, er forderte aber auch von seinen Spielern, dass sie Verantwortung übernehmen und andere mitrissen. Dafür ließ er sie über ihr spielerisches Tun selbst entscheiden. Die einzige Bedingung war, der Mannschaft musste es nutzen.
Zu Schöns Trainingsauffassung gehörte, dass der Ball im Zentrum der Übungen stand. Ferner forderte er für Spielaufbau an oberster Stelle „Ordnung“. Dazu zählte besonders eine klare und eindeutige Aufgabenverteilung, die alle Spieler zu verstehen hatten. Gleiches galt für das gewählte Spielsystem. Das Spiel selbst lebte für Schön von der Besetzung des Mittelfeldes, aus dem spielerische Ideen zu entwickeln waren und das Kreativität ausströmen sollte. Laut Dahlkamp fassten die Worte von Schön zutreffend seine Philosophie des Spiels zusammen: „Fußball ist, auf seine Weise, ein spielerisches Modell unserer gesellschaftlichen Verhältnisse: so einfach, dass jeder es verstehen kann, so variationsreich, dass – wie im Leben – immer neue Konstellationen entstehen können.“

## Auszeichnungen

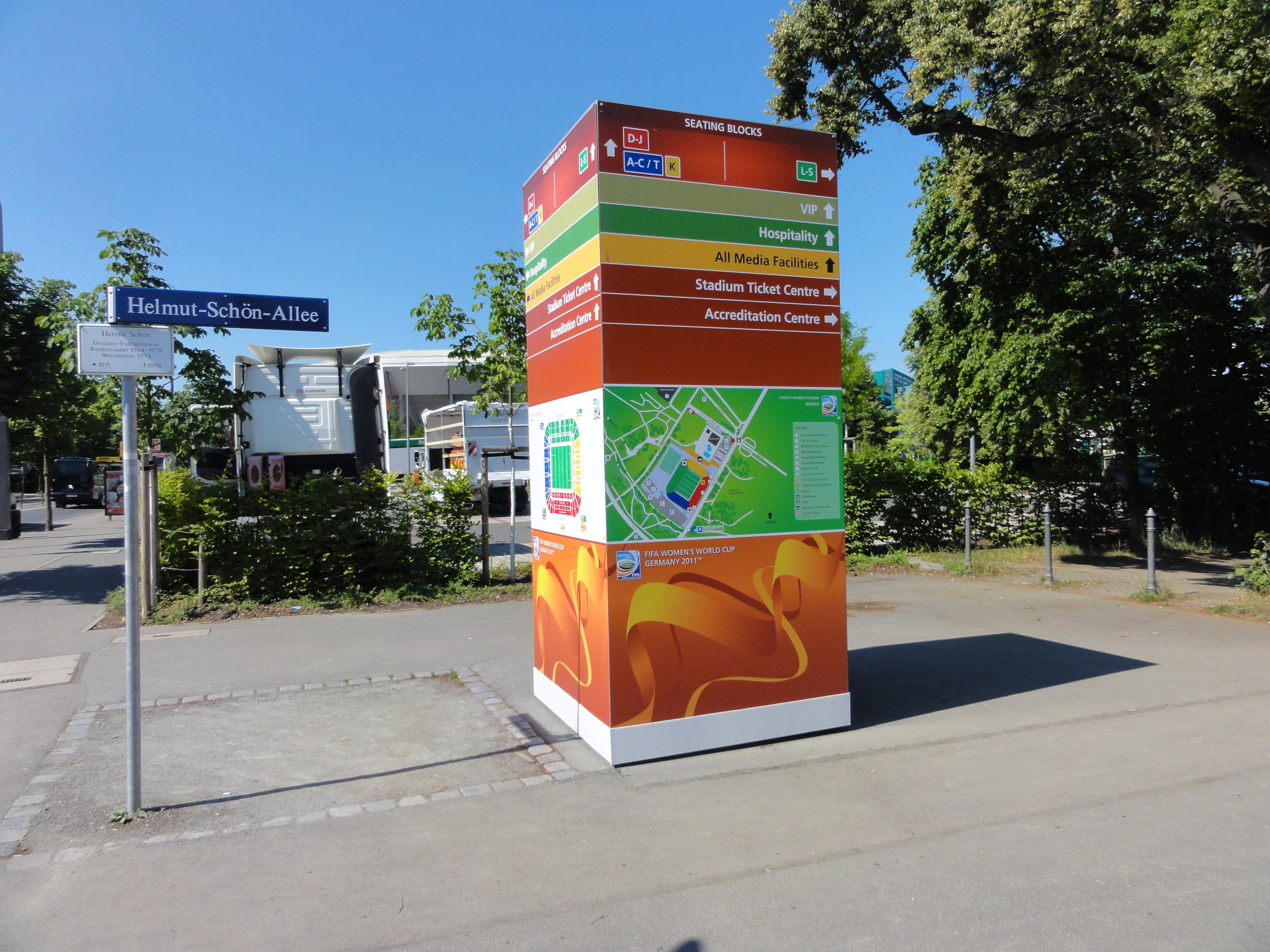
Die Helmut-Schön-Allee in Dresden ist nach ihm benannt.

Helmut Schön wurde 1974 mit dem Silbernen Lorbeerblatt des Bundespräsidenten und dem Großen Bundesverdienstkreuz ausgezeichnet. Der Deutsche Fußball-Bund ernannte ihn 1980 zum Ehrenmitglied. Im Jahr 1984 erhielt er den FIFA-Verdienstorden. Zwischen 1964 und 1983 war Schön sechsmal Betreuer von Kontinent- und Weltauswahlteams. Er wurde 2008 posthum in die Hall of Fame des deutschen Sports aufgenommen. Ein Jahr später wurde er zum Namensgeber des Helmut-Schön-Sportparks in Wiesbaden, an dessen Eingang sich die vom Bildhauer Thomas Duttenhoefer geschaffene Büste Helmut Schöns befindet. Als Rahmenveranstaltung fand dazu im Wiesbadener Rathaus die Ausstellung „Helmut, Schön war’s – Ein Leben mit Kick“ statt. In der Nähe des Dresdner Dynamo-Stadions wurde der außerhalb des Großen Gartens verlaufende Abschnitt der Hauptallee in Helmut-Schön-Allee umbenannt. Am 1. September 2015 gab die Deutsche Post eine Sonderbriefmarke zu seinem 100. Geburtstag heraus.